# Khalil Ahmad
Khalil Ahmad, né le 24 décembre 1996 à Anaheim en Californie, est un joueur professionnel américain de basket-ball évoluant aux postes de meneur et d'arrière.

## Biographie

### Carrière junior
Il a joué au basket au lycée aux deux postes de garde de la Centennial High School ('15) à Corona. En senior, il a récolté en moyenne 11,8 points, 7,2 rebonds et 2,3 passes décisives par match.
Il a joué au basket-ball pour l'université d'état de Californie dans l'équipe des Titans de Cal State Fullerton de 2015 à 2019. En 2016, il a obtenu une moyenne de 14,3 points par match (7e au Big West Conference) en tant que meilleur marqueur de première année de la ligue, et s’est classé 8e de la conférence avec un pourcentage aux lancers francs de 77,2%, ainsi que 4,4 rebonds et 1,6 passes décisives par match, et a été nommé Big West Freshman of the Year (Joueur de première année de Big West) et Mention honorable All-Big West.
En tant que junior en 2017-2018, il a marqué 15,1 points par match (6e dans le Big West), avec 1,2 interceptions par match et un pourcentage de lancer franc de 82,9%. En 2018-2019, il a marqué 18,2 points par match (4e dans le Big West) et a mené la ligue en interceptions avec 1,6 par match, tout en tirant un pourcentage de lancers francs de 81,4%. En 2018 et 2019, il a été nommé dans la All-Big West Second Team et Big West All-Tour Team. En 2019, il a ensuite joué dans la Drew Summer League à Los Angeles.

### Carrière professionnelle
Khalil Ahmad n'est pas sélectionné lors de la draft 2019 de la NBA.
Il dispute la saison 2019-2020 dans le championnat islandais avec le club du ÍBK Keflavík. A l'issue de la saison, il obtient des moyennes par match de 19,1 points, 4,6 rebonds, 3 passes décisives et 2,1 interceptions. Il est nommé dans la  1re équipe du championnat islandais.
En 2021, il rejoint le championnat danois et le club d'Horsens IC pour la saison 2021-2022. A l'issue de la saison, il réalise des moyennes par matchs de 19.2 points, 4,5 passes décisives et 1,8 interceptions. Il est nommé dans la All-Danish Ligaen Second Team.
A l'été 2022, il rejoint les River Lions de Niagara pour disputer la saison 2022 de la Ligue élite canadienne de basketball. Il termine meilleur marqueur de la saison avec une moyenne de 20,7 points par match, accompagné par 4,6 passes décisives et 1,9 interceptions par match. Il est élu Canadian Elite Basketball League Player of the Year (meilleur joueur de la saison) et Canadian Elite Basketball League Clutch Player of the Year (joueur le plus décisif en fin de match) et il est nommé dans la  All-LECB First Team.
En septembre 2022, il invitait pour un mini camp par l'équipe NBA des Jazz de l'Utah.
Pour la saison 2022-2023, il rejoint le championnat israélien et le club de l'Hapoël Be'er Sheva B.C. Il obtient des moyennes par match de 8,1 points, 2,6 passes décisives et 0,8 interceptions.
Il retourne aux River Lions de Niagara pour la saison 2023 de la LECB. A l'issue de la saison, il est de nouveau nommé dans la All-LECB First Team et élu Canadian Elite Basketball League Clutch Player of the Year. Il est également élu LECB Defensive Player of the year (meilleur défenseur de la saison) et meilleur intercepteur de la saison. Il termine la saison avec une moyenne de 18,9 points, 6 passes décisives et 2,4 interceptions par match.
Le 9 août 2023, il s'engage dans la BNXT League avec l'équipe du Filou Ostende pour la saison 2023-2024. A l'issue de la saison, il remporte le championnat.
Le 29 février 2024, il se réengage dans la LECB avec les River Lions de Niagara pour la saison 2024. Il remporte la saison 2024 de la LECB avec avec les River Lions et est élu MVP des Finales.
Le 1er juillet 2024, il s'engage en Italie avec le Victoria Libertas Pesaro pour la saison 2024-2025. Il dispute 38 matchs de championnat pour une moyenne de 21,6 points par match.
En mai 2025, il retourne en LECB pour la saison 2025 avec les River Lions de Niagara.

## Palmarès et Distinctions

### Palmarès
- Vainqueur de la BNXT League avec le Filou Ostende (2024)
- Vainqueur de la Ligue élite canadienne de basketball avec les River Lions de Niagara (2024)

### Distinctions personnelles
- Big West Freshman of the Year (2016)

- Mention honorable All-Big West (2016)

- All-Big West Second Team (2018 et 2019)

- Big West All-Tour Team (2018 et 2019)

- Nommé dans la 1re équipe de la saison 2019-2020 du championnat islandais (2020)
- All-Danish Ligaen Second Team (2021)
- Meilleur marqueur de la saison 2022 de LECB (2022)
- Canadian Elite Basketball League Player of the Year (2022)
- 2x Canadian Elite Basketball League Clutch Player of the Year (2022, 2023)
- 3x All-LECB First Team (2022, 2023, 2024)
- LECB Defensive Player of the year (2023)
- Meilleur intercepteur de la saison 2023 de LECB (2023)
- All-Belgian Pro Basketball League Finals MVP (2024)
- All-BNXT First Team (2024)
- MVP des Finales de LECB (2024)